# Episodi di Curb Your Enthusiasm (terza stagione)
La terza stagione della serie televisiva Curb Your Enthusiasm è stata trasmessa in prima visione negli Stati Uniti dal 15 settembre al 17 novembre 2002 su HBO.
In Italia la stagione è andata in onda su Jimmy.
| nº | Titolo originale        | Titolo italiano         | Prima TV USA      | Prima TV Italia |
| -- | ----------------------- | ----------------------- | ----------------- | --------------- |
| 1  | Chet's Shirt            | Nato con la camicia     | 15 settembre 2002 |                 |
| 2  | The Benadryl Brownie    | Mandorle, che passione! | 23 settembre 2002 |                 |
| 3  | Club Soda and Salt      | Rimedi della nonna      | 29 settembre 2002 |                 |
| 4  | The Nanny from Hell     | Party in piscina        | 6 ottobre 2002    |                 |
| 5  | The Terrorist Attack    | Terrore a Los Angeles   | 13 ottobre 2002   |                 |
| 6  | The Special Section     | Povera mamma!           | 20 ottobre 2002   |                 |
| 7  | The Corpse-Sniffing Dog | Cane da recupero        | 27 ottobre 2002   |                 |
| 8  | Krazee-Eyez Killa       | Il rapper               | 3 novembre 2002   |                 |
| 9  | Mary, Joseph and Larry  | Buon Natale, Larry      | 10 novembre 2002  |                 |
| 10 | The Grand Opening       | L'inaugurazione         | 17 novembre 2002  |                 |